# Karl Buresch
Karl Buresch (Groß-Enzersdorf, 12 ottobre 1878 – Vienna, 16 settembre 1936) è stato un politico austriaco.
Ha ricoperto il ruolo di Cancelliere dell'Austria dal giugno 1931 al maggio 1932, durante il periodo della Prima repubblica.
Era rappresentante del Partito Socialcristiano.
Dal gennaio al maggio 1933 è stato anche Ministro degli esteri.